# Noël-Eugène Sotain
Noël-Eugène Sotain, né le 27 février 1816 à Paris où il est mort le 31 juillet 1874, est un dessinateur et graveur sur bois français.

## Biographie

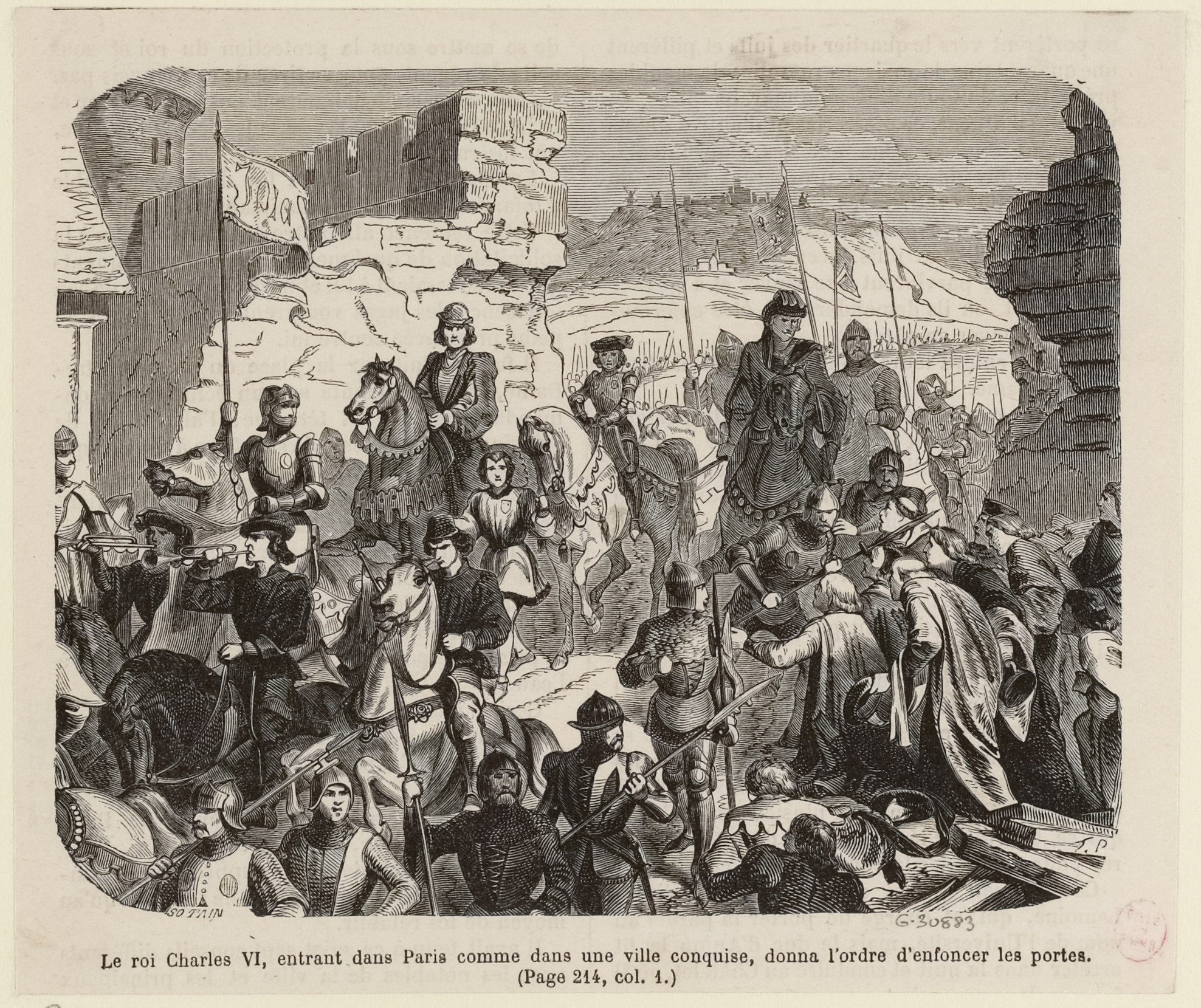
Charles VI, entrant dans Paris comme dans une ville conquise, donna l'ordre d'enfoncer les portes.

Sotain devient l'élève du graveur Nicolas Barbant, dit « le père » (1806-1879). Il entre en collaboration avec Le Magasin pittoresque puis commence d'exposer au Salon en 1850, une gravure d'après Albrecht Dürer ; il réside à cette époque au 70 de la rue Saint-Jacques. Il revient au Salon en 1852 et 1853, présentant à nouveau des bois d'après des maîtres des siècles antérieurs, dont Fragonard et Boissieu. 
En 1853, il compose les vignettes d'après Nadar des Chants et Chansons de la Bohême. En 1854, il dirige un groupe de graveurs sur bois illustrant Histoire pittoresque, dramatique et caricaturale de la sainte Russie, d'après de dessins de Gustave Doré. En 1855, il commence à graver les compostions de Marcelin pour la « revue du mois » au Figaro.
C'est à cette époque qu'il fonde l'« Atelier Sotain et Doublet », avec comme principal client, le Journal amusant et sans doute d'autres productions de Charles Philipon. Plus tard, il collabore aussi aux gravures de la Gazette des beaux-arts.
De retour au Salon entre 1863 et 1870, il y présente entre autres des bois gravés d'après Bocourt, extraits de l'Histoire des peintres de toutes les époques de Charles Blanc ; sa dernière adresse parisienne connue est au 16 rue du Val-de-Grâce. C'est là qu'il meurt le 31 juillet 1874,.